# Killer Inside
Pour plus de détails, voir Fiche technique et Distribution.
Killer Inside (The Clovehitch Killer) est un film américain réalisé par Duncan Skiles, sorti en 2018. Il s'inspire de l'histoire réelle du tueur en série américain Dennis Rader,, auteur reconnu de dix meurtres, tous commis dans les environs de Wichita (Kansas) entre 1974 et 1991.

## Synopsis
Chef scout et paroissien assidu, Tyler est un adolescent dont la maturité fait la fierté de ses parents, couple pieux et respecté de tous dans cette bourgade du Kentucky. Le quotidien de Tyler va pourtant vaciller, le jour où une vague de meurtres effroyables s'abat sur la ville. Alors que la police évoque un tueur en série, le jeune garçon fait une découverte des plus troublantes dans la camionnette de son père. Un doute glaçant l'assaille : et si le tueur qui sévit vivait dans sa propre maison ? Malgré la peur, Tyler se lance alors dans une enquête sans retour.

## Fiche technique
Sauf indication contraire, les informations mentionnées dans cette section peuvent être confirmées par la base de données cinématographiques IMDb,  présente dans la section « Liens externes ».
- Titre original et québécois : The Clovehitch Killer
- Titre français : Killer Inside
- Titre de travail : Clovehitch
- Réalisation : Duncan Skiles
- Scénario : Christopher Ford
- Musique : Matt Veligdan
- Direction artistique : Chad Blevins
- Décors : Latisha Duarte
- Costumes : Jami Villers
- Photographie : Luke McCoubrey
- Montage : Megan Brooks et Andrew Hasse
- Production : Christopher Ford, Walter Kortschak, Andrew Kortschak, Cody Ryder et Duncan Skiles

Production déléguée : Bob Berney, Jeanne R. Berney, Marcia Kortschak, Munika Lay, Alexandra Rossi et Emily Wiedemann
Coproduction : Lisa Ciuffetti et Stephanie Whonsetler
- Société de production : End Cue
- Sociétés de distribution : IFC Midnight (États-unis) ; Kinepolis Film Distribution (Belgique) ; Condor Entertainment (France)
- Pays de production :  États-Unis
- Langue originale : anglais
- Format : couleur
- Genres :  thriller ; drame, énigme
- Durée : 119 minutes
- Dates de sortie :
  - États-Unis : 22 septembre 2018 (avant-première au Festival du film de Los Angeles) ;  16 novembre 2018 (sortie nationale)
  - France :  2 juin 2021 (vidéo à la demande)
- Classification :
  - France : Tout public avec avertissement lors de sa sortie en vidéo à la demande mais déconseillé aux moins de 12 ans à la télévision

## Distribution
- Charlie Plummer : Tyler Burnside
- Dylan McDermott : Don Burnside
- Samantha Mathis : Cindy Burnside
- Madisen Beaty : Kassi
- Brenna Sherman : Susie Burnside
- Lance Chantiles-Wertz : Billy
- Emma Jones : Amy

## Production
Le tournage a lieu à Middletown en Kentucky.